# Luigi Spanghero
Luigi Spanghero (Pieris, 15 maggio 1909 – 1997) è stato un calciatore e allenatore di calcio italiano.
Era anche noto come Spanghero I per distinguerlo da Alvise (II) e Giulio (III).

## Carriera
Friulano di Pieris è stato, prima dell'avvento di Fabio Capello, il calciatore più illustre della cittadina goriziana. Passa dal Pieris, al pari di ciò che accadrà a Capello trent'anni dopo, alla SPAL nel 1928.
Centrocampista dai classici sette polmoni, ma anche con una buona dote realizzatrice, gioca con i ferraresi 3 campionati di Prima Divisione e al termine dei tre campionati, dal 1928 al 1931 può vantarsi di un bottino 20 reti. Torna in Venezia Giulia nel 1931 e disputa due campionati di Serie B con la Monfalconese.
Messosi definitivamente in luce, approda nel 1933 alla Triestina in Serie A. L'avventura a Trieste per Spanghero è determinante: con gli alabardati, esordito il 10 settembre 1933 contro il Napoli, gioca complessivamente 143 partite in Serie A nei 6 campionati che lo vedono protagonista, segnando anche una rete (nella vittoria interna contro il Bari della stagione 1935-36; esordisce inoltre, il 27 ottobre 1935, in Nazionale B nell'amichevole di Genova contro la Cecoslovacchia, ma questa è la sua unica partita con gli azzurri.
Nel 1939 scende di nuovo in Serie B con l'Anconitana e dopo due campionati torna, nel 1941, al Pieris in Serie C dove chiude con il calcio.
In carriera ha totalizzato complessivamente 143 presenze e 1 rete in Serie A, nonché 65 presenze e 3 reti in Serie B.